# Inbound marketing
Inbound marketing er betegnelsen for en særlig metodik inden for markedsføring, hvor virksomheder tiltrækker nye kunder gennem brug af content marketing, automatisering af processer og koblet med systematisk digital distribution.

## Inbound vs. outbound marketing
Inbound marketing står i modsætning til outbound marketing, som tidligere har været den mest praktiserede marketing-metode. Med outbound marketing er afsenderens hensigt at råbe potentielle kunder op og tiltrække opmærksomhed hovedsagelig gennem betalt annoncering i form af postomdelte reklamer, tv-reklamer, outdoor eller gennem koldt canvas-salg via telefon. Outbound marketing henvender sig således ofte til kundeemner, som ikke selv har vist interesse for virksomheden eller dens produkter. Metoden har dog i de senere år vist sig mindre og mindre effektiv i takt med, at forbrugere foretager op til 60% af købsbeslutningen på egen hånd. Inbound-metoden har vundet stigende udbredelse i takt med, at en tiltagende reklametræthed har mindsket effektiviteten i klassisk markedsføring via f.eks. tv-reklarmer eller outdoor.
I salgsmodelleringer optræder outbound marketing som de mest effektive medier til at drive salgsvolumen BtC i henhold til interne undersøgelser foretaget af GroupM Data Intelligence. Der er altså ikke tale om effektivitetstab i forhold til volumen, men effektivitetstabet skal alene ses i lyset af ROI. Der er højere ROI ved generere kunden over inbound marketing, men salgsvolumen er lille i forhold til outbound medier. Ovenstående kilde der henviser til en artikel, publiceret af Google, er således ikke troværdig og udgør ikke nogen forklaring på effektivitetsbegrebet i forhold til købsbeslutning. Kilden kan dels kritiseres for subjektivitet i relation til afsender og dels at den handler om BtB og ikke BtC. Fundamentalt er BtB og BtC beslutninger forskellige i forhold til beslutningstagers kontekst. I BtB disponerer køber over et budget der ikke er vedkommendes eget, men tilhører en organisation, derfor præget af højere grad af rationalitet i form af blandt andet research - som i stort omfang foregår på internettet jf. google artiklen. BtC handler ud fra en personlig beslutning om eget behov balanceret med disponibel indkomst, her er købsbeslutningen 100% på egen hånd. Hvor outbound marketing rammer alle forbrugere, også dem man gennem analyse ikke finder frem til, udelukker inbound marketing forbrugere der var eventuelle købere, som gennem deres online adfærd ikke giver sig tilkende. Der er waste på begge sider og den ene form kan derfor ikke udelukke den anden form.
I modsætning hertil har inbound marketing til formål at trække kundeemner hen mod virksomheden gennem en løbende kommunikationsindsats, hvor afsendervirksomhedens viden eller ydelser formidles i en form, der hjælper med at afhjælpe spørgsmål eller problemer hos modtageren. Dermed opbygger afsenderen en troværdighed, som ifølge inbound-teorien gør virksomheden til et foretrukket valg, når modtageren på et tidspunkt vil foretage et køb. Dette er særligt relevant for virksomheder, der arbejder med B2B-salg og videnstunge produkter eller ydelser.

## Faser i inbound-metoden
Inbound-metoden er bygget op over fire faser, baseret på den potentielle kundes kendskab til afsendervirksomheden:

### 1.Tiltræk kundernes opmærksomhed
Første fase handler om at gøre mulige kunder opmærksom på, at afsendervirksomheden eksisterer. Det sker typisk ved, at afsenderen udgiver materiale på sit website i form af artikler, video, blog-indlæg eller andet, som kunderne kan finde frem via søgetjenester som Google. I denne fase er søgemaskineoptimering (SEO) vigtig. Derudover kan materialet promoveres via distribution på sociale medier som LinkedIn og Facebook.

### 2. Konvertér anonyme besøgende til kendte leads
I anden fase er målsætningen at få de anonyme besøgende omdannet til kendte leads gennem formularer på hjemmesiden, hvor de besøgende afgiver deres kontaktoplysninger. Formularerne giver adgang til særligt attraktive typer af indhold, eksempelvis e-bøger, rapporter, film eller beregningsværktøjer. Afgivelsen af kontaktoplysninger er dermed den besøgendes betaling for at få adgang til materialet. Afsenderen kan herefter registrere den potentielle kunde som lead i et CRM-system.

### 3. Varm leads op til kunder
Tredje fase handler om at få flest muligt af de registrerede leads til at blive kunder i virksomheden. Det sker ved, at virksomheden løbende sender kommunikation ud om relevante emner – tilpasset den viden, man har indsamlet om modtagerens profil og interesser. Dette kaldes også for lead nurturing. Via forskellige it-værktøjer kan afsenderen følge leadets interaktion med eksempelvis website eller nyhedsbreve, og ud fra dette kan virksomheden give leadet en score, som afgør, hvornår kundeemnet er modent til et salg. Herefter kan afsenderen tage direkte kontakt og forsøge at lande kunden.

### 4. Hold kunderne tilfredse
Fjerde fase handler om at forkæle dem, som allerede er kunder hos virksomheden. Gennem løbende kundepleje forsøger virksomheden at fastholde kundernes loyalitet – og ideelt set gøre dem til ambassadører, som kan hjælpe til at tiltrække nye kundeemner.